# Antonio Francisco Xavier Alvares
António Francisco Xavier Alvares (* 29. April 1836 in Verna, Goa, Indien; † 23. September 1923 in Goa), genannt Mar Julius I., war Erzbischof-Metropolit der (lateinischen) Erzdiözese von Ceylon, Goa und Indien innerhalb der Syrisch-Orthodoxen Kirche.

## Leben
Der Sohn des Joseph Baptista Alvares und der Marino Expectao Lorenco wurde 1862 oder 1864 durch Bischof Walter Steins SJ, Apostolischer Vikar in Bombay, zum römisch-katholischen Priester geweiht. Alvares begann seinen kirchlichen Dienst in der Erzdiözese Goa auf dem Gebiet von Britisch-Indien. Als unter den Päpsten Pius IX. und Leo XIII. die dortige Hierarchie reorganisiert wurde, wandte sich Alvares gegen die Lösung der historischen Verbindung mit Portugal (Padroado) und schloss sich 1887 mit einer Gruppe von Anhängern unter Beibehaltung der lateinischen Liturgie der Syrisch-Orthodoxen Kirche in Indien an.
Am 28. Juli 1889 wurde er mit Erlaubnis des Patriarchen Ignatius XXXIV. Petrus III. (IV.) durch Bischof Paulus Mar Athanasius von Kottayam ebendort zum Bischof für die unabhängige lateinische Orthodoxe Kirche von Ceylon, Goa und Indien (außerhalb Malabars) konsekriert. Er führte den Amtsnamen Mar Julius und residierte zunächst in Colombo, Sri Lanka, dann in Kalynapur und schließlich in Ribandar, Goa, Indien, wo er begraben ist. Er wird als Heiliger verehrt.
1892 erteilte Alvares zusammen mit Mar Athanasius Paulos († 1907) von Kottayam und Mar Gregorius Gewargis († 1902) von Niraman Joseph René Vilatte die Bischofsweihe, auf dessen apostolische Sukzession sich zahlreiche heutige alt-katholische Bischöfe außerhalb der Utrechter Union berufen.